# Eastern Islands (Houtman-Abrolhos)
Die Eastern Islands, wörtliche Übersetzung: östliche Inseln, sind eine kleine Inselgruppe im Indischen Ozean 70 km nordwestlich der westaustralischen Küstenstadt Geraldton. Sie gehören zur Easter Group des Houtman-Abrolhos-Archipels.
Die Eastern Islands  bilden ein kleines atollartiges Gebilde, das vom Rest der Easter Group durch die 1,7 km breite Eastern Passage getrennt ist. Einschließlich des 2,8 km nördlich gelegenen Little North Island besteht die Inselgruppe aus etwa 22 Inseln, wovon allerdings nur acht offiziell benannt sind.

## Inseln
In folgender Tabelle sind nur die offiziell benannten Inseln der Eastern Islands aufgeführt.
| Inselname           | Koordinaten                   | Fläche (in ha) |
| ------------------- | ----------------------------- | -------------- |
| Bynoe Island        | 28° 39′ 54″ S, 113° 52′ 31″ O | 3,099          |
| Helms Island        | 28° 40′ 10″ S, 113° 51′ 38″ O | 1,224          |
| Joe Smith Island    | 28° 40′ 55″ S, 113° 51′ 28″ O | 0,434          |
| Leo Island          | 28° 41′ 22″ S, 113° 51′ 36″ O | 24,073         |
| Little North Island | 28° 37′ 51″ S, 113° 52′ 53″ O | 4,350          |
| Stokes Island       | 28° 40′ 30″ S, 113° 51′ 2″ O  | 4,905          |
| Tapani Island       | 28° 40′ 30″ S, 113° 51′ 16″ O | 0,909          |
| White Island        | 28° 40′ 16″ S, 113° 52′ 30″ O | 7,051          |